# Pedro José Jaramillo
Pedro José Jaramillo Niño (Placilla de Nancagua, 29 de abril de 1810-Chimbarongo, 1 de mayo de 1860) fue un abogado y político chileno.

## Familia y estudios
Nació en Placilla de Nancagua el 29 de abril de 1810, hijo de Ramón Jaramillo Chacón y María del Carmen Niño. Realizó sus estudios superiores en la carrera de leyes de la Real Universidad de San Felipe, titulándose como abogado el 10 de julio de 1832. Se dedicó a la agricultura, adquiriendo tierras en Colchagua y haciéndose terrateniente.
Se casó con María Mercedes Urzúa Correa, con quien tuvo cinco hijos:  María Mercedes, Pedro José, José Domingo, Carmen Filomena y Teresa Elvira. Entre sus nietos se encuentran el exdiputado y exsenador, Armando Jaramillo Valderrama, y entre sus bisnietos el también exdiputado y exsenador, Armando José Domingo Jaramillo Lyon, ambos militantes del Partido Liberal (PL).

## Carrera política
Figuró pública y políticamente; fue nombrado intendente de la provincia de Colchagua y más adelante desempeñó su profesión el Juzgado de dicha ciudad.
En las elecciones parlamentarias de 1852, fue elegido como diputado propietario por San Fernando, por el período legislativo 1852-1855. Durante su integró la Comisión Permanente de Negocios Eclesiásticos. Falleció en la comuna de Chimbarongo el 1 de mayo de 1860, a los 49 años.